# The Future Sound of London
A The Future Sound of London (London jövőbeli hangja) nevű elektronikus zenei társulat 1988-ban alakult meg Manchesterben.
Tagjai: Garry "Gaz" Cobain és Brian Dougans. 
Az együttes az elektronikus zenei műfaj egyik úttörőjének számít. A hasonló jellegű műfajokban is jelen vannak, például ambient house, techno, IDM, house music, trip hop. A duó pályafutása alatt több különböző néven is működött. Jelentős rajongótáborral rendelkeznek, főleg hazájukban. A nevüket gyakran rövidítik "FSOL"-re. Az együttes arról is híres lett, hogy több platformon is tevékenykednek, például filmeket és videókat is készítenek, általában a klipjeikhez. 
A páros a '80-as években találkozott össze az egyetemen. Dougans-nak már volt múltja az elektronikus zene műfajában, de eddig csak egyedül dolgozott. Legelső daluk az 1988-as "Stakker Humanoid" volt, amely nagy sikert ért el, valamint a tizenhetedik helyet ért el a brit slágerlistán. Legelső nagylemezük 1991-ben jelent meg. Pár példa a Future Sound Of London neveire: Aircut, Amorphous Androgynous, Art Science Technology, EMS:Piano, Homeboy, Intelligent Communication, T-Rec, The Far-Out Son Of Lung, Q. (Q néven akadt egy dala is a zenekarnak.) 

## Diszkográfia
- Accelerator (1991)
- Lifeforms (1994)
- ISDN (1994)
- Dead Cities (1996)
- The Isness (2002)
- Environments (2007)
- Environments II (2008)
- Environments 3 (2010)
- Environments 4 (2012)
- Environment Five (2014)
- Environment Six (2016)
- Environment 6.5 (2016)
- Environmental (2017)
- Yage 2019 (2019)
- Cascade 2020 (2020)